# Minnesota Vikings 2016
La stagione 2016 dei Minnesota Vikings è stata la 56ª della franchigia nella National Football League, la 1ª giocata allo U.S. Bank Stadium e la 3ª con Mike Zimmer come capo allenatore.

## Offseason 2016
| Draft NFL 2016   |                  |                  |                                                                                             |                                                                                             |                                                                                             |                                                                                             |                                                                                             |
| Ordine del Draft | Ordine del Draft | Ordine del Draft | Giocatore                                                                                   | Ruolo                                                                                       | College                                                                                     | Contratto                                                                                   | Note                                                                                        |
| Giro             | Scelta           | Generale         | Giocatore                                                                                   | Ruolo                                                                                       | College                                                                                     | Contratto                                                                                   | Note                                                                                        |
| 1                | 28               | 28               | Laquon Treadwell                                                                            | WR                                                                                          | Ole Miss                                                                                    | 4 anni a 9,9 milioni $                                                                      |                                                                                             |
| 2                | 23               | 54               | Mackensie Alexander                                                                         | CB                                                                                          | Clemson                                                                                     | 4 anni a 2,3 milioni $                                                                      |                                                                                             |
| 3                | 23               | 86               | Scambiata con i Miami Dolphins[a]                                                           | Scambiata con i Miami Dolphins[a]                                                           | Scambiata con i Miami Dolphins[a]                                                           | Scambiata con i Miami Dolphins[a]                                                           |                                                                                             |
| 4                | 23               | 121              | Willie Beavers                                                                              | OT                                                                                          | Western Michigan                                                                            | 4 anni a 2,88 milioni $                                                                     |                                                                                             |
| 5                | 21               | 160              | Kentrell Brothers                                                                           | MLB                                                                                         | Missouri                                                                                    | 4 anni a 2,57 milioni $                                                                     |                                                                                             |
| 6                | 5                | 180              | Moritz Böhringer                                                                            | WR                                                                                          | Schwäbisch Hall (GFL)                                                                       | 4 anni a 2,49 milioni $                                                                     | dai 49ers[b]                                                                                |
| 6                | 11               | 186              | Scambiata con i Miami Dolphins[c]                                                           | Scambiata con i Miami Dolphins[c]                                                           | Scambiata con i Miami Dolphins[c]                                                           | Scambiata con i Miami Dolphins[c]                                                           | dai Miami Dolphins[a]                                                                       |
| 6                | 13               | 188              | David Morgan II                                                                             | TE                                                                                          | UTSA                                                                                        | 4 anni a 2,47 milioni $                                                                     | dagli Eagles[d]                                                                             |
| 6                | 21               | 196              | Scambiata con i Philadelphia Eagles[d]                                                      | Scambiata con i Philadelphia Eagles[d]                                                      | Scambiata con i Philadelphia Eagles[d]                                                      | Scambiata con i Philadelphia Eagles[d]                                                      | dai Texans via Patriots e Dolphins[c]                                                       |
| 6                | 23               | 198              | Scambiata con i San Diego Chargers[e]                                                       | Scambiata con i San Diego Chargers[e]                                                       | Scambiata con i San Diego Chargers[e]                                                       | Scambiata con i San Diego Chargers[e]                                                       |                                                                                             |
| 7                | 6                | 227              | Stephen Weatherly                                                                           | DE                                                                                          | Vanderbilt                                                                                  | 4 anni a 2,42 milioni $                                                                     | dai Ravens via Dolphins[c]                                                                  |
| 7                | 19               | 220              | Scambiata con i Philadelphia Eagles[d]                                                      | Scambiata con i Philadelphia Eagles[d]                                                      | Scambiata con i Philadelphia Eagles[d]                                                      | Scambiata con i Philadelphia Eagles[d]                                                      | dai Buffalo Bills[f]'                                                                       |
| 7                | 23               | 224              | Jayron Kearse                                                                               | FS                                                                                          | Clemson                                                                                     | 4 anni a 2,4 milioni $                                                                      |                                                                                             |
| Legenda          | Legenda          | Legenda          | Ha superato i tagli a roster Ha partecipato ad almeno un Pro Bowl in carriera Hall of Famer | Ha superato i tagli a roster Ha partecipato ad almeno un Pro Bowl in carriera Hall of Famer | Ha superato i tagli a roster Ha partecipato ad almeno un Pro Bowl in carriera Hall of Famer | Ha superato i tagli a roster Ha partecipato ad almeno un Pro Bowl in carriera Hall of Famer | Ha superato i tagli a roster Ha partecipato ad almeno un Pro Bowl in carriera Hall of Famer |

Note:
- [a] I Dolphins scambiarono la loro scelta nel 6º giro (186ª assoluta) del Draft NFL 2016 e le loro scelte nel 3º e 4º giro del Draft NFL 2017 con i Vikings in cambio della scelta nel 3º giro (86ª assoluta) del Draft NFL 2016 di questi ultimi.
- [b]  I 49ers scambiarono la loro scelta nel 6º giro (180ª assoluta) del Draft NFL 2016 ed il C Nick Easton con i Vikings in cambio del LB Gerald Hodges.
- [c]  I Dolphins scambiarono la loro scelta nel 6º giro (196ª assoluta) e la loro scelta nel 7º giro (227ª assoluta), ricevuta dai Ravens, del Draft NFL 2016 con i Vikings in cambio della scelta nel 6º giro (186ª assoluta) che questi ultimi avevano precedentemente ricevuto dai Dolphins stessi.
- [d] Gli Eagles scambiarono loro scelta nel 6º giro (188ª assoluta) del Draft NFL 2016 con i Vikings in cambio della scelta nel 6º giro (196ª assoluta), ricevuta dai Dolphins, e del 7º giro (240ª assoluta) di questi ultimi.
- [e] I Chargers scambiarono la G Jeremiah Sirles con i Vikings in cambio della scelta nel 6º giro (198ª assoluta) di questi ultimi.
- [f] I Bills scambiarono la loro scelta nel 5º giro (ricevuta dai Buccaneers) del Draft NFL 2015 e la loro scelta nel 7º giro del Draft NFL 2016 con i Vikings in cambio della scelta nel 6º giro del Draft NFL 2015 di questi ultimi e del QB Matt Cassel

| Giocatore       | Ruolo | College    | Contratto  | Giocatore        | Ruolo | College          | Contratto  |
| --------------- | ----- | ---------- | ---------- | ---------------- | ----- | ---------------- | ---------- |
| Keith Baxter    | CB    | Marshall   | Svincolato | Denzell Perine   | OLB   | Florida Atlantic | Svincolato |
| Kyle Carter     | TE    | Penn State | Svincolato | Jhurell Pressley | RB    | New Mexico       | Svincolato |
| Theiren Cockran | DE    | Minnesota  | Svincolato | Tre Roberson     | CB    | Illinois State   | Svincolato |
| Jake Ganus      | MLB   | Georgia    | Svincolato | Brandon Ross     | RB    | Maryland         | Svincolato |
| Marken Michel   | WR    | UMass      | Svincolato | Joel Stave       | QB    | Wisconsin        | Svincolato |

| Principali movimenti di mercato |                                                                                 |                                                                                 |                                                                                 |                                                                                 |                                                                                 |                                                                                 |                                                                                 |                                                                                 |                                                                                 |
| Rinnovi/Arrivi                  | Rinnovi/Arrivi                                                                  | Rinnovi/Arrivi                                                                  | Rinnovi/Arrivi                                                                  | Rinnovi/Arrivi                                                                  | Rilasci/Partenze                                                                | Rilasci/Partenze                                                                | Rilasci/Partenze                                                                | Rilasci/Partenze                                                                | Rilasci/Partenze                                                                |
| Data                            | Giocatore                                                                       | Ruolo                                                                           | Squadra di provenienza                                                          | Contratto                                                                       | Data                                                                            | Giocatore                                                                       | Ruolo                                                                           | Nuova squadra                                                                   | Contratto                                                                       |
| 5 marzo 2016                    | Andrew Sendejo                                                                  | SS                                                                              | Minnesota Vikings                                                               | 4 anni a 16 milioni $                                                           | 5 marzo 2016                                                                    | Mike Wallace                                                                    | WR                                                                              | Baltimore Ravens                                                                | 2 anni a 11,5 milioni $                                                         |
| 7 marzo 2016                    | Adam Thielen                                                                    | WR                                                                              | Minnesota Vikings                                                               | 1 anno a 600.000 $                                                              | 14 marzo 2016                                                                   | Josh Robinson                                                                   | CB                                                                              | Tampa Bay Buccaneers                                                            | 1 anno a 2 milioni $                                                            |
| 9 marzo 2016                    | Alex Boone                                                                      | OG                                                                              | San Francisco 49ers                                                             | 4 anni a 26,8 milioni $                                                         | 18 marzo 2016                                                                   | Robert Blanton                                                                  | SS                                                                              | Buffalo Bills                                                                   | 1 anno a 840.000$                                                               |
| 9 marzo 2016                    | Emmanuel Lamur                                                                  | OLB                                                                             | Cincinnati Bengals                                                              | 2 anni a 6 milioni $                                                            | 25 luglio 2016                                                                  | Phil Loadholt                                                                   | OT                                                                              | Ritirato                                                                        |                                                                                 |
| 15 marzo 2016                   | Marcus Sherels                                                                  | CB                                                                              | Minnesota Vikings                                                               | 2 anni a 4 milioni $                                                            | 30 agosto 2016                                                                  | John Sullivan                                                                   | C                                                                               | Washington Redskins                                                             | 1 anno a $885.000                                                               |
| 17 marzo 2016                   | Andre Smith                                                                     | OT                                                                              | Cincinnati Bengals                                                              | 1 anno a 4,5 milioni $                                                          | 3 settembre 2016                                                                | Michael Griffin                                                                 | FS                                                                              | Carolina Panthers                                                               | 1 anno a 885.000 $                                                              |
| 18 marzo 2016                   | Terence Newman                                                                  | CB                                                                              | Minnesota Vikings                                                               | 1 anno a 2,5 milioni $                                                          | 13 dicembre 2016                                                                | MyCole Pruitt                                                                   | TE                                                                              | Chicago Bears                                                                   | Contratto in vigore dal 2015 da 4 anni a 2,51 milioni $                         |
| 11 aprile 2016                  | Chad Greenway                                                                   | OLB                                                                             | Minnesota Vikings                                                               | 1 anno a 2,75 milioni $                                                         |                                                                                 |                                                                                 |                                                                                 |                                                                                 |                                                                                 |
| 18 aprile 2016                  | Zach Line                                                                       | FB                                                                              | Minnesota Vikings                                                               | 1 anno a 1,67 milioni $                                                         |                                                                                 |                                                                                 |                                                                                 |                                                                                 |                                                                                 |
| 8 agosto 2016                   | Cullen Loeffler                                                                 | LS                                                                              | Minnesota Vikings                                                               | 4 anni a 4 milioni $                                                            |                                                                                 |                                                                                 |                                                                                 |                                                                                 |                                                                                 |
| 3 settembre 2016                | Sam Bradford                                                                    | QB                                                                              | Philadelphia Eagles                                                             | Contratto in vigore dal 2016 da 2 anni a 36 milioni $                           |                                                                                 |                                                                                 |                                                                                 |                                                                                 |                                                                                 |
| 11 ottobre 2016                 | Jake Long                                                                       | OT                                                                              | Atlanta Falcons                                                                 | 1 anno a 885.000 $                                                              |                                                                                 |                                                                                 |                                                                                 |                                                                                 |                                                                                 |
| Legenda                         | Free agent Rinnovato Svincolato Scambiato Prelevato dalla squadra d'allenamento | Free agent Rinnovato Svincolato Scambiato Prelevato dalla squadra d'allenamento | Free agent Rinnovato Svincolato Scambiato Prelevato dalla squadra d'allenamento | Free agent Rinnovato Svincolato Scambiato Prelevato dalla squadra d'allenamento | Free agent Rinnovato Svincolato Scambiato Prelevato dalla squadra d'allenamento | Free agent Rinnovato Svincolato Scambiato Prelevato dalla squadra d'allenamento | Free agent Rinnovato Svincolato Scambiato Prelevato dalla squadra d'allenamento | Free agent Rinnovato Svincolato Scambiato Prelevato dalla squadra d'allenamento | Free agent Rinnovato Svincolato Scambiato Prelevato dalla squadra d'allenamento |

## Partite

### Pre-stagione
Il 7 aprile i Vikings svelarono ufficialmente il calendario della pre-stagione. I Vikings aprirono la campagna prestagionale con due trasferte consecutive contro i Cincinnati Bengals e i Seattle Seahawks per poi disputare gli ultimi due incontri del mese di amichevoli per la prima volta tra le mura amiche del nuovo U.S. Bank Stadium, contro i San Diego Chargers ed i Los Angeles Rams, cogliendo per il terzo anno consecutivo della gestione Zimmer 4 vittorie.
| Calendario |                                            |                                            |                                            |                                            |                                            |                                            |                                            |                                            |                                            |
| Settimana  | Data                                       | Ora (CDT)                                  | Avversario                                 | Risultato                                  | Stadio                                     | Spettatori                                 | Record                                     | TV                                         | Tabellino                                  |
| 1          | 12 agosto                                  | 6:30 p.m.                                  | Cincinnati Bengals                         | V 17-16                                    | Paul Brown Stadium                         | 50.737                                     | 1-0                                        | KSMP Fox 9                                 | Recap                                      |
| 2          | 18 agosto                                  | 9:00 p.m.                                  | Seattle Seahawks                           | V 18-11                                    | CenturyLink Field                          | 68.469                                     | 2-0                                        | KKSMP Fox 9                                | Recap                                      |
| 3          | 28 agosto                                  | 12:00 p.m.                                 | San Diego Chargers                         | V 10-23                                    | U.S. Bank Stadium                          | 66.143                                     | 3-0                                        | KSMP Fox 9                                 | Recap                                      |
| 4          | 1 settembre                                | 7:00 p.m.                                  | Los Angeles Rams                           | V 25-27                                    | U.S. Bank Stadium                          | 66.262                                     | 4-0                                        | KSMP Fox 9                                 | Recap                                      |
| Note       | Gli incontri in trasferta sono in corsivo. | Gli incontri in trasferta sono in corsivo. | Gli incontri in trasferta sono in corsivo. | Gli incontri in trasferta sono in corsivo. | Gli incontri in trasferta sono in corsivo. | Gli incontri in trasferta sono in corsivo. | Gli incontri in trasferta sono in corsivo. | Gli incontri in trasferta sono in corsivo. | Gli incontri in trasferta sono in corsivo. |

### Stagione regolare
Il 3 gennaio furono annunciati gli avversari da incontrare nel corso della stagione regolare, mentre il calendario completo venne annunciato al pubblico il 17 aprile.
| Calendario | | | | | | | | | |
| Settimana  | Data                                                                                               | Ora (CDT)                                                                                          | Avversario                                                                                         | Risultato                                                                                          | Stadio                                                                                             | Spettatori                                                                                         | Record                                                                                             | TV                                                                                                 | Tabellino                                                                                          |
| 1          | 12 settembre                                                                                       | 12:00 p.m.                                                                                         | Tennessee Titans                                                                                   | V 16-25                                                                                            | Nissan Stadium                                                                                     | 63.816                                                                                             | 1-0                                                                                                | Fox                                                                                                | Recap                                                                                              |
| 2          | 18 settembre                                                                                       | 7:30 p.m.                                                                                          | Green Bay Packers                                                                                  | V 14-17                                                                                            | U.S. Bank Stadium                                                                                  | 66.813                                                                                             | 2-0                                                                                                | NBC                                                                                                | Recap                                                                                              |
| 3          | 25 settembre                                                                                       | 12:00 p.m.                                                                                         | Carolina Panthers                                                                                  | V 22-10                                                                                            | Bank of America Stadium                                                                            | 73.813                                                                                             | 3-0                                                                                                | Fox                                                                                                | Recap                                                                                              |
| 4          | 3 ottobre                                                                                          | 7:30 p.m.                                                                                          | New York Giants                                                                                    | V 10-24                                                                                            | U.S. Bank Stadium                                                                                  | 66.690                                                                                             | 4-0                                                                                                | ESPN                                                                                               | Recap                                                                                              |
| 5          | 9 ottobre                                                                                          | 12:00 p.m.                                                                                         | Houston Texans                                                                                     | V 13-31                                                                                            | U.S. Bank Stadium                                                                                  | 66.683                                                                                             | 5-0                                                                                                | CBS                                                                                                | Recap                                                                                              |
| 6          | Riposo                                                                                             | Riposo                                                                                             | Riposo                                                                                             | Riposo                                                                                             | Riposo                                                                                             | Riposo                                                                                             | Riposo                                                                                             | Riposo                                                                                             | Riposo                                                                                             |
| 7          | 23 ottobre                                                                                         | 12:00 p.m.                                                                                         | Philadelphia Eagles                                                                                | P 10-21                                                                                            | Lincoln Financial Field                                                                            | 69.596                                                                                             | 5-1                                                                                                | Fox                                                                                                | Recap                                                                                              |
| 8          | 31 ottobre                                                                                         | 7:30 p.m.                                                                                          | Chicago Bears                                                                                      | P 10-20                                                                                            | Soldier Field                                                                                      | 60.422                                                                                             | 5-2                                                                                                | ESPN                                                                                               | Recap                                                                                              |
| 9          | 6 novembre                                                                                         | 12:00 p.m.                                                                                         | Detroit Lions                                                                                      | P 22-16                                                                                            | U.S. Bank Stadium                                                                                  | 66.807                                                                                             | 5-3                                                                                                | Fox                                                                                                | Recap                                                                                              |
| 10         | 13 novembre                                                                                        | 12:00 p.m.                                                                                         | Washington Redskins                                                                                | P 20-26                                                                                            | FedEx Field                                                                                        | 78.216                                                                                             | 5-4                                                                                                | Fox                                                                                                | Recap                                                                                              |
| 11         | 20 novembre                                                                                        | 12:00 p.m.                                                                                         | Arizona Cardinals                                                                                  | V 24-30                                                                                            | U.S. Bank Stadium                                                                                  | 66.808                                                                                             | 6-4                                                                                                | Fox                                                                                                | Recap                                                                                              |
| 12         | 24 novembre                                                                                        | 11:30 p.m.                                                                                         | Detroit Lions                                                                                      | P 13-16                                                                                            | Ford Field                                                                                         | 63.793                                                                                             | 6-5                                                                                                | CBS                                                                                                | Recap                                                                                              |
| 13         | 1 dicembre                                                                                         | 7:25 p.m.                                                                                          | Dallas Cowboys                                                                                     | P 17-15                                                                                            | U.S. Bank Stadium                                                                                  | 66.860                                                                                             | 6-6                                                                                                | NFLN                                                                                               | Recap                                                                                              |
| 14         | 11 dicembre                                                                                        | 12:00 p.m.                                                                                         | Jacksonville Jaguars                                                                               | V 25-16                                                                                            | EverBank Field                                                                                     | 62.701                                                                                             | 7-6                                                                                                | Fox                                                                                                | Recap                                                                                              |
| 15         | 18 dicembre                                                                                        | 12:00 p.m.                                                                                         | Indianapolis Colts                                                                                 | P 34-6                                                                                             | U.S. Bank Stadium                                                                                  | 66.820                                                                                             | 7-7                                                                                                | CBS                                                                                                | Recap                                                                                              |
| 16         | 24 dicembre                                                                                        | 12:00 p.m.                                                                                         | Green Bay Packers                                                                                  | P 25-38                                                                                            | Lambeau Field                                                                                      | 77.856                                                                                             | 7-8                                                                                                | Fox                                                                                                | Recap                                                                                              |
| 17         | 20 novembre                                                                                        | 12:00 p.m.                                                                                         | Chicago Bears                                                                                      | V 10-38                                                                                            | U.S. Bank Stadium                                                                                  | 66.808                                                                                             | 8-8                                                                                                | Fox                                                                                                | Recap                                                                                              |
| Note       | Gli avversari della propria division sono in grassetto. Gli incontri in trasferta sono in corsivo. | Gli avversari della propria division sono in grassetto. Gli incontri in trasferta sono in corsivo. | Gli avversari della propria division sono in grassetto. Gli incontri in trasferta sono in corsivo. | Gli avversari della propria division sono in grassetto. Gli incontri in trasferta sono in corsivo. | Gli avversari della propria division sono in grassetto. Gli incontri in trasferta sono in corsivo. | Gli avversari della propria division sono in grassetto. Gli incontri in trasferta sono in corsivo. | Gli avversari della propria division sono in grassetto. Gli incontri in trasferta sono in corsivo. | Gli avversari della propria division sono in grassetto. Gli incontri in trasferta sono in corsivo. | Gli avversari della propria division sono in grassetto. Gli incontri in trasferta sono in corsivo. |

## Classifiche

### Conference
| Classifica della NFC 2016                                | Classifica della NFC 2016 | Classifica della NFC 2016 | Classifica della NFC 2016 | Classifica della NFC 2016 | Classifica della NFC 2016 | Classifica della NFC 2016 | Classifica della NFC 2016 | Classifica della NFC 2016 | Classifica della NFC 2016 | Classifica della NFC 2016 | Classifica della NFC 2016 | Classifica della NFC 2016 |
| #                                                        | Squadra                   | Division                  | V                         | P                         | N                         | %                         | DIV                       | CONF                      | PF                        | PS                        | D                         | STR                       |
| -------------------------------------------------------- | ------------------------- | ------------------------- | ------------------------- | ------------------------- | ------------------------- | ------------------------- | ------------------------- | ------------------------- | ------------------------- | ------------------------- | ------------------------- | ------------------------- |
| Vincitori delle division                                 |                           |                           |                           |                           |                           |                           |                           |                           |                           |                           |                           |                           |
| 1                                                        | xyz* – Dallas Cowboys     | East                      | 13                        | 3                         | 0                         | 81,3%                     | 3-3                       | 9-3                       | 421                       | 306                       | 115                       | P-1                       |
| 2                                                        | xyz – Atlanta Falcons     | South                     | 11                        | 5                         | 0                         | 68,8%                     | 5-1                       | 9-3                       | 540                       | 406                       | 134                       | V-4                       |
| 3                                                        | xy – Seattle Seahawks     | West                      | 10                        | 5                         | 1                         | 65,6%                     | 3-2-1                     | 6-5-1                     | 354                       | 292                       | 62                        | V-1                       |
| Wild Card                                                |                           |                           |                           |                           |                           |                           |                           |                           |                           |                           |                           |                           |
| 4                                                        | xw – Green Bay Packers    | North                     | 10                        | 6                         | 0                         | 68,8%                     | 5-1                       | 8-4                       | 432                       | 388                       | 44                        | V-6                       |
| 5                                                        | xy – New York Giants      | East                      | 11                        | 5                         | 0                         | 68,8%                     | 4-2                       | 8-4                       | 310                       | 284                       | 26                        | V-1                       |
| 6                                                        | xw – Detroit Lions        | North                     | 9                         | 7                         | 0                         | 56,3%                     | 3-3                       | 7-5                       | 346                       | 358                       | -12                       | P-3                       |
| Non qualificate per i playoff                            |                           |                           |                           |                           |                           |                           |                           |                           |                           |                           |                           |                           |
| 7                                                        | Tampa Bay Buccaneers      | South                     | 9                         | 7                         | 0                         | 56,3%                     | 4-2                       | 7-5                       | 354                       | 369                       | -15                       | V-1                       |
| 8                                                        | Washington Redskins       | East                      | 8                         | 7                         | 1                         | 53,1%                     | 3-3                       | 6-6                       | 396                       | 383                       | 13                        | P-1                       |
| 9                                                        | Minnesota Vikings         | North                     | 8                         | 8                         | 0                         | 50%                       | 2-4                       | 5-7                       | 327                       | 307                       | 20                        | V-1                       |
| 10                                                       | Arizona Cardinals         | West                      | 7                         | 8                         | 1                         | 46,9%                     | 4-1-1                     | 6-5-1                     | 418                       | 362                       | -56                       | V-2                       |
| 11                                                       | New Orleans Saints        | South                     | 7                         | 9                         | 0                         | 43,8%                     | 3-5                       | 6-6                       | 469                       | 454                       | 15                        | P-1                       |
| 12                                                       | Philadelphia Eagles       | East                      | 7                         | 9                         | 0                         | 43,8%                     | 2-4                       | 5-7                       | 367                       | 331                       | 36                        | V-2                       |
| 13                                                       | Carolina Panthers         | South                     | 6                         | 10                        | 0                         | 37,5%                     | 1-5                       | 5-7                       | 362                       | 402                       | -33                       | P-2                       |
| 14                                                       | Los Angeles Rams          | West                      | 4                         | 12                        | 0                         | 25%                       | 2-4                       | 3-9                       | 224                       | 394                       | -170                      | P-7                       |
| 15                                                       | Chicago Bears             | North                     | 3                         | 13                        | 0                         | 18,8%                     | 2-4                       | 3-9                       | 279                       | 399                       | -120                      | P-4                       |
| 16                                                       | San Francisco 49ers       | West                      | 2                         | 14                        | 0                         | 12,5%                     | 2-4                       | 2-10                      | 309                       | 480                       | -171                      | P-1                       |
| Legenda                                                  |                           |                           |                           |                           |                           |                           |                           |                           |                           |                           |                           |                           |
| w — Qualificata ai playoff come wild card                |                           |                           |                           |                           |                           |                           |                           |                           |                           |                           |                           |                           |
| x — Qualificata ai playoff                               |                           |                           |                           |                           |                           |                           |                           |                           |                           |                           |                           |                           |
| y — Vincitrice della division                            |                           |                           |                           |                           |                           |                           |                           |                           |                           |                           |                           |                           |
| z — Qualificata direttamente al secondo turno di playoff |                           |                           |                           |                           |                           |                           |                           |                           |                           |                           |                           |                           |
| * — Vantaggio del fattore campo nei playoff              |                           |                           |                           |                           |                           |                           |                           |                           |                           |                           |                           |                           |

### Division
| Classifica della NFC North Division 2016 | Classifica della NFC North Division 2016 | Classifica della NFC North Division 2016 | Classifica della NFC North Division 2016 | Classifica della NFC North Division 2016 | Classifica della NFC North Division 2016 | Classifica della NFC North Division 2016 | Classifica della NFC North Division 2016 | Classifica della NFC North Division 2016 | Classifica della NFC North Division 2016 | Classifica della NFC North Division 2016 | Classifica della NFC North Division 2016 | Classifica della NFC North Division 2016 | Classifica della NFC North Division 2016 | Classifica della NFC North Division 2016 | Classifica della NFC North Division 2016 | Classifica della NFC North Division 2016 | Classifica della NFC North Division 2016 |
|                                          | V                                        | P                                        | N                                        | PCT                                      | DIV                                      | DIV PCT                                  | CONF                                     | CONF PCT                                 | NON CONF                                 | C                                        | T                                        | PR                                       | PS                                       | DP                                       | TD                                       | STR                                      | PO                                       |
| ---------------------------------------- | ---------------------------------------- | ---------------------------------------- | ---------------------------------------- | ---------------------------------------- | ---------------------------------------- | ---------------------------------------- | ---------------------------------------- | ---------------------------------------- | ---------------------------------------- | ---------------------------------------- | ---------------------------------------- | ---------------------------------------- | ---------------------------------------- | ---------------------------------------- | ---------------------------------------- | ---------------------------------------- | ---------------------------------------- |
| Green Bay Packers                        | 10                                       | 6                                        | 0                                        | 62,5%                                    | 5-1                                      | 83,3%                                    | 8-4                                      | 66,7%                                    | 2-2                                      | 6-2                                      | 4-4                                      | 432                                      | 388                                      | 44                                       | 51                                       | V-6                                      |                                          |
| Detroit Lions                            | 9                                        | 7                                        | 0                                        | 56,3%                                    | 3-3                                      | 50%                                      | 5-3                                      | 58,3%                                    | 2-2                                      | 6-2                                      | 3-5                                      | 346                                      | 358                                      | -12                                      | 36                                       | P-1                                      |                                          |
| Minnesota Vikings                        | 8                                        | 8                                        | 0                                        | 50%                                      | 2-4                                      | 33,3%                                    | 5-7                                      | 41,7%                                    | 3-1                                      | 5-3                                      | 3-5                                      | 327                                      | 307                                      | 20                                       | 36                                       | V-1                                      |                                          |
| Chicago Bears                            | 3                                        | 13                                       | 0                                        | 18,8%                                    | 2-4                                      | 33,3%                                    | 3-9                                      | 25%                                      | 0-4                                      | 3-5                                      | 0-8                                      | 279                                      | 399                                      | -120                                     | 32                                       | P-4                                      |                                          |

## Statistiche
| Andamento in stagione regolare                                                                    |    |    |    |    |    |    |    |    |    |    |    |    |    |    |    |    |    |
| Settimana                                                                                         | 1  | 2  | 3  | 4  | 5  | 6  | 7  | 8  | 9  | 10 | 11 | 12 | 13 | 14 | 15 | 16 | 17 |
| Luogo                                                                                             | T  | C  | T  | C  | C  | R  | T  | T  | C  | T  | C  | T  | C  | T  | C  | T  | C  |
| Risultato                                                                                         | V  | V  | V  | V  | V  | R  | P  | P  | P  | P  | V  | P  | P  | V  | P  | P  | V  |
| Posizione                                                                                         | 1ª | 1ª | 1ª | 1ª | 1ª | 1ª | 1ª | 1ª | 2ª | 2ª | 2ª | 2ª | 2ª | 2ª | 3ª | 3ª | 3ª |
| Luogo: C = Casa; T = Trasferta. Risultato: V = Vittoria; N = Pareggio; P = Sconfitta. R = Riposo. |    |    |    |    |    |    |    |    |    |    |    |    |    |    |    |    |    |

| Classifiche di lega  |             |                |               |
| Categoria            | Yard totali | Yard a partita | Posizione NFL |
| Attacco sui passaggi | 3.836       | 239,8          | 18ª           |
| Attacco su corsa     | 1.205       | 75,3           | 32ª           |
| Totale attacco       | 5.041       | 315,1          | 28ª           |
| Difesa sui passaggi  | 3.327       | 207,9          | 3ª            |
| Difesa su corsa      | 1.711       | 106,9          | 20ª           |
| Totale difesa        | 5.038       | 314,9          | 3ª            |

| Leader della squadra       |                             |        |
| Categoria                  | Giocatore                   | Valore |
| Yard passate               | Sam Bradford                | 3.877  |
| Touchdown passati          | Sam Bradford                | 20     |
| Yard corse                 | Jerick McKinnon             | 539    |
| Touchdown su corsa         | Matt Asiata                 | 6      |
| Ricezioni                  | Stefon Diggs                | 84     |
| Yard ricevute              | Adam Thielen                | 967    |
| Touchdown ricevuti         | Kyle Rudolph                | 7      |
| Punti totali               | Kai Forbath                 | 56     |
| Yard su ritorno di kickoff | Cordarrelle Patterson       | 792    |
| Yard su ritorno di punt    | Marcus Sherels              | 292    |
| Tackle totali              | Eric Kendricks              | 109    |
| Sack                       | Danielle Hunter             | 12,5   |
| Intercetti                 | Xavier Rhodes               | 5      |
| Fumble forzati             | Linval Joseph Brian Robison | 3      |

## Staff
| Staff dei Minnesota Vikings 2016 |
| --- |
| Organi dirigenziali Proprietà - Proprietario/Azionista di maggioranza: Zygi Wilf - Proprietario/Presidente: Mark Wilf - Proprietario/Vice-Azionista di maggioranza: Leonard Wilf - Partner di Azionariato: Jeffrey Wilf, Reggie Fowler, Alan Landis, David Mandelbaum Staff esecutivo - General Manager: Rick Spielman - Assistente del General Manager: George Paton - Vice Presidente degli Affari Pubblici & Sviluppo dello Stadio: Lester Bagley - Vice Presidente delle Operazioni legate al Football: Rob Brzezinski - Vice Presidente delle Vendite & Marketing e Direttore del Marketing: Steve LaCroix - Vice Presidente delle Finanze e Direttore Finanziario: Steve Poppen - Vice Presidente degli Affari Legali e Direttore Amministrativo: Kevin Warren Consulenti - Consulente: Bud Grant - Consulente Storico del Team: Fred Zamberletti - Consulente Stadio e Sviluppo Immobiliare: Don Becker Scouting staff - Direttore dello Scouting Collegiale: Jamaal Stephenson - Direttore dello Scouting Professionistico: Ryan Monnens Capo allenatore - Mike Zimmer Altri allenatori - Preparatore atletico: Eric Sugarman - Coordinatore dello sviluppo della forza e della condizione: Brent Salazar - Assistente dello sviluppo della forza e della condizione: Jeff Hurd, Chaz Mahle Allenatori dell'attacco - Coordinatore dell'attacco/Tight End: Pat Shurmur - Quarterback: Scott Turner - Running Back: Kevin Stefanski - Wide Receiver: George Stewart - Assistente Wide Receiver: Drew Petzing - Offensive Line: Tony Sparano - Assistente Offensive Line: Hank Fraley - Controllo Qualità: Andrew Janocko Allenatori della difesa - Coordinatore della difesa: George Edwards - Defensive Line: Andre Patterson - Assistente Defensive Line: Robert Rodriguez - Linebacker: Adam Zimmer - Defensive Back: Jerry Gray - Assistente della difesa: Jeff Howard - Assistente Defensive Back/Controllo Qualità: Jonathan Gannon Allenatori dello special team - Coordinatore dello Special Team: Mike Priefer - Assistente dello Special Team: Ryan Ficken |

## Roster finale
| Roster dei Minnesota Vikings 2016 |
| --- |
| Quarterback - 8 Sam Bradford - 6 Taylor Heinicke - 13 Shaun Hill Running Back - 44 Matt Asiata - 30 C. J. Ham - 48 Zach Line FB - 21 Jerick McKinnon - 28 Adrian Peterson Wide Receiver - 14 Stefon Diggs - 15 Isaac Fruechte - 12 Charles Johnson - 84 Cordarrelle Patterson KR - 19 Adam Thielen - 11 Laquon Treadwell - 17 Jarius Wright Tight End - 85 Rhett Ellison - 89 David Morgan II - 82 Kyle Rudolph Offensive Linemen - 64 Willie Beavers OG - 61 Joe Berger C/OG - 76 Alex Boone OG - 68 T.J. Clemmings OT - 62 Nick Easton C - 63 Brandon Fusco OG - 69 Rashod Hill OT - 67 Zac Kerin C - 78 Jeremiah Sirles OG Defensive Linemen - 97 Everson Griffen DE - 99 Danielle Hunter DE - 90 Toby Johnson DT - 98 Linval Joseph NT - 96 Brian Robison DE - 93 Shamar Stephen DT - 94 Justin Trattou DE - 91 Stephen Weatherly DE Linebacker - 55 Anthony Barr OLB - 40 Kentrell Brothers MLB - 57 Audie Cole MLB - 52 Chad Greenway OLB - 54 Eric Kendricks MLB - 59 Emmanuel Lamur OLB - 51 Edmond Robinson OLB Defensive Back - 41 Anthony Harris FS - 27 Jayron Kearse SS - 24 Captain Munnerlyn CB - 30 Terence Newman CB - 29 Xavier Rhodes CB - 35 Marcus Sherels CB/PR - 22 Harrison Smith FS - 26 Trae Waynes CB Special Team - 2 Kai Forbath K - 18 Jeff Locke P - 47 Kevin McDermott LS Lista delle riserve - 20 Mackensie Alexander CB (IR) - 5 Teddy Bridgewater QB (IR) - 95 Scott Crichton DT (IR) - 90 B. J. Dubose DT (IR) - 32 Antoine Exum FS (IR) - 73 Sharrif Floyd DT (IR) - 79 Michael Harris OG (NF-Ill.) - 92 Tom Johnson DT (IR) - 75 Matt Kalil OT (IR) - 72 Jake Long OT (IR) - 25 Jabari Price CB (IR) - 34 Andrew Sendejo SS (IR) - 71 Andre Smith OT (IR) Squadra di allenamento - 95 Sterling Bailey DE - 81 Moritz Böhringer WR - 86 Kyle Carter TE - 16 Cayleb Jones WR - 65 Marquis Lucas OT - 36 Tre Roberson CB - 42 Bishop Sankey RB - 74 Austin Shepherd OT - 31 Cedric Thompson FS 53 attivi, 13 inattivi, 9 nella squadra di allenamento |
| Legenda - I rookie sono in corsivo. - Il primo ruolo è il principale mentre gli eventuali successivi indicano i ruoli secondari. - (IR) sta per Injured Reserve ed indica la lista ristretta per un solo giocatore infortunato che può tornare ad allenarsi dopo la settimana 6 e a rientrare in prima squadra dopo che questa ha giocato 8 partite. - (NF-Inj.) / (NF-Ill.) stanno rispettivamente per Non-Football Injured e Non-Football Illness ed indicano le liste dove viene inserito un giocatore che ha un infortunio o una malattia non dipendente dal football americano. - (PUP) sta per Physically Unable to Perform ed indica la lista dove viene inserito un giocatore mentre è in attesa di recuperare la condizione fisica. Nella stagione regolare dopo la sesta partita giocata dalla propria squadra, il giocatore ha tempo tre settimane per riprendere ad allenarsi, più tre settimane aggiuntive dal suo rientro agli allenamenti per rientrare in prima squadra. |

## Premi individuali

### Pro Bowler

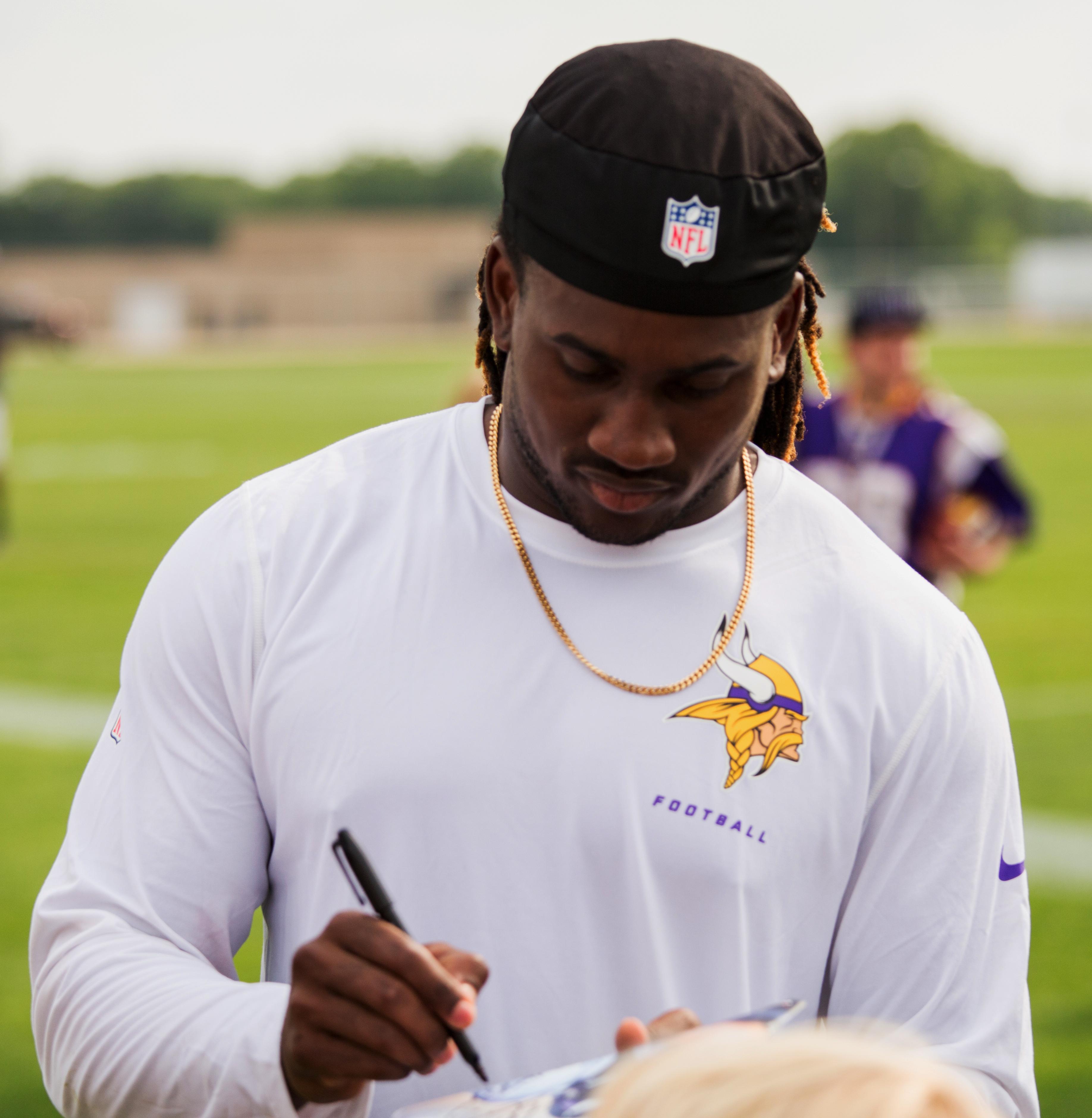
Nel 2016 Cordarrelle Patterson fu il primo Viking ad essere convocato per due volte in carriera al Pro Bowl come return specialist, oltre che l'unico in quella stagione ad essere inserito nel First-team All-Pro dall'Associated Press.

Quattro giocatori dei Vikings sono stati inizialmente convocati per il Pro Bowl 2017:
- Everson Griffen, defensive end, 2ª convocazione
- Xavier Rhodes, cornerback, 1ª convocazione
- Harrison Smith, free safety, 2ª convocazione
- Cordarrelle Patterson, return specialist, 2ª convocazione

Ad essi successivamente si sono in seconda battuta aggiunti il defensive tackle Linval Joseph, alla prima selezione in carriera, convocato al posto dell'infortunato Aaron Donald, ed il linebacker Anthony Barr, alla seconda selezione consecutiva, convocato al posto di Vic Beasley impegnato nel Super Bowl LI.

### All-Pro
L'unico giocatore inserito dall'Associated Press nelle formazioni ideali della stagione All-Pro è stato nel 2016 Cordarrelle Patterson, selezionato come kick returner nel First-team All-Pro.

### Premi settimanali e mensili
- Stefon Diggs:

giocatore offensivo della NFC della settimana 2
- Everson Griffen:

difensore della NFC della settimana 3
- Eric Kendricks:

difensore della NFC della settimana 1
- Xavier Rhodes:

difensore della NFC della settimana 11